# Danila Alistratov
Danila Viktorovitch Alistratov - en russe : Данила Викторович Алистратов (Danila Viktorovič Alistratov) - (né le 30 octobre 1990 à Tcheliabinsk en URSS) est un joueur professionnel russe de hockey sur glace,, .

## Biographie

### Carrière en club
Formé au Traktor Tcheliabinsk, il commence sa carrière professionnelle en Superliga en 2007. Lorsque le club se sépare en cours de saison de son portier Gueorgui Guelachvili, Alistratov devient titulaire à part entière. Il joue ainsi une vingtaine de matchs. En 2008, le Traktor intègre une nouvelle compétition en Eurasie, la Ligue continentale de hockey. Le 7 juin 2011, il signe au Vitiaz Tchekhov.

### Carrière internationale
Il représente la Russie en sélection jeune. Lors du championnat du monde moins de 18 ans 2008, la Russie remporte la médaille d'argent. Le Canada remporte la finale sur le score sans appel de 8-0. En 2009, il remporte le bronze au Championnat du monde junior.

## Équipes successives
- Traktor Tcheliabinsk (Superliga, Pervaïa Liga) 2007-2008
- Traktor Tcheliabinsk (KHL) 2008-présent

## Trophées et honneurs personnels
- Championnat de Russie junior
  - 2007 : désigné meilleur gardien[4].
  - 2008 : désigné meilleur gardien[5].